# Попадьино (Рязанская область)
Попадьино — село в Захаровском районе Рязанской области, входит в состав Елинского сельского поселения.

## География
Село расположено в 1 км на юго-запад от центра поселения села Елино, в 6 км на северо-восток от районного центра села Захарово. 

## История
Поподьино в качестве деревни, принадлежавшей к числу вотчин Богословского монастыря, упоминается в выписи с писцовых книг 1573 года. До 1717 года Попадьино принадлежало к приходу Плахинскому, а в первый раз обложена была данью новопостроенная в нем церковь 19 июня 1717 года. Вместо сгоревшей церкви, в 1845 году устроена была вновь — в прежнее храмонаименование с приделом Богословским, который в 1877 году распространен. 
В XIX — начале XX века село являлось центром Поподьинской волости Михайловского уезда Рязанской губернии. В 1905 году в селе был 251 двор.
С 1929 года село являлось центром Попадьинского сельсовета и Захаровского района Рязанского округа Московской области. В 1932 году центр района перенесен в село Захарово. С 1937 года село в составе Рязанской области, с 2005 года — в составе Елинского сельского поселения.

## Население
| 1859 | 1897  | 1905  | 2010 | 2023 |
| ---- | ----- | ----- | ---- | ---- |
| 995  | ↗1419 | ↗1920 | ↘50  | ↘30  |